# شعير قصير الأسدية
شعير قصير الأسدية (الاسم العلمي: Hordeum brachyantherum) هي نوع نباتي يتبع جنس الشعير من الفصيلة النجيلية.  